# Confrontos entre Corinthians e Guarani no futebol
Corinthians vs. Guarani é um confronto entre duas equipes do estado de São Paulo, disputado por Corinthians, de São Paulo, e Guarani, do município de Campinas. É um dos confrontos mais antigos do estado.
Entre as mais famosas partidas encontra-se a final do Paulistão de 1988, o título foi para o Corinthians que fez uma incrível festa em Campinas.
No estádio Brinco de Ouro da Princesa (casa do Brugre) foram 69 jogos, com 26 vitórias do Corinthians, 20 empates e 23 vitórias do Guarani.

## Campeonato Brasileiro
Pelo Campeonato Brasileiro Série A até hoje foram 29 jogos, com 14 vitórias do Corinthians, 7 da Guarani e 8 empates, com 36 gols a favor do Timão e 26 a favor do Brugre.

## Jogos decisivos
Em decisão
- Em 1988, o Corinthians conquistou o Campeonato Paulista sobre o Guarani, após empate de 1 a 1 e vitória por 1 a 0.

Em mata-matas
- Em 1978, o Corinthians eliminou o Guarani, na semifinal do 1° turno do Campeonato Paulista, após vitória de 3 a 2.
- Em 1999, o Corinthians eliminou o Guarani, nas quartas de final do Campeonato Brasileiro, após empate por 0 a 0, vitória por 2 a 0 e empate por 1 a 1.